# Phialanthus stillans
Phialanthus stillans är en måreväxtart som beskrevs av August Heinrich Rudolf Grisebach. Phialanthus stillans ingår i släktet Phialanthus och familjen måreväxter. Inga underarter finns listade i Catalogue of Life.